# CoRoT-6 b
CoRoT-6b — экзопланета типа «горячий юпитер», вращающаяся вокруг солнцеподобной звезды главной последовательности спектрального класса F9 V.
Впервые информация о CoRoT-6b была опубликована 9 января 2010 года. Открытие было сделано методом транзитов при помощи космического телескопа CoRoT и подтверждено доплеровской спектроскопией родительской звезды на 1,93-метровом телескопе в Обсерватории Верхнего Прованса (Франция). Сочетание двух методов наблюдения позволило установить истинную массу планеты CoRoT-6b, которая составляет 2,96 ± 0,34 масс Юпитера при радиусе 1,166 ± 0,035 радиусов Юпитера. Планета вращается вокруг своей звезды по близкой к круговой орбите (e < 0,1) на среднем расстоянии 0,0855 ± 0,0015 а. е. и делает один оборот за 8,886593 ± 0,000004 земных суток.